# Атрошенко Тамара Іванівна
Тамара Іванівна Атрошенко, до шлюбу Онищенко (нар. 25 вересня 1946, село Моложава, тепер Городнянського району Чернігівської області) — українська радянська діячка освітянка. Вчителька Чернігівської середньої школи № 16. Депутат Верховної Ради УРСР 11-го скликання (з 1985 року).

## Біографія
У 1963 році закінчила Городнянську середню школу № 1 Чернігівської області.
Освіта вища. У 1968 році закінчила Чернігівський державний педагогічний інститут імені Тараса Шевченка.
У 1968—1969 р. — вчителька математики Анисівської середньої школи Чернігівського району Чернігівської області.
З 1969 р. — вчителька математики Чернігівської середньої школи № 16.
Потім — на пенсії у місті Чернігові.
Мати українського політика та бізнесмена Владислава Атрошенка.

## Бізнес
Разом із чоловіком Анатолієм та сином Владиславом займається бізнесом. Так, станом на 2021 рік вона входить до 6 компаній сімейного бізнесу (ринок «НИВА», «РІЕЛ КО.», ТОВ «АВ БІЗНЕСГРУП» та інші). Від її імені в ці компанії було внесено мільйони доларів статутного фонду.

## Нагороди
- Медаль «За трудову доблесть»
- Заслужений вчитель Української РСР